# Carndonagh
Carndonagh (iriska: Carn Domhnach) är en ort i republiken Irland.   Den ligger i grevskapet County Donegal och provinsen Ulster, i den norra delen av landet, 220 km norr om huvudstaden Dublin. Carndonagh ligger 32 meter över havet och antalet invånare är 2 534.
Terrängen runt Carndonagh är platt åt nordost, men åt sydväst är den kuperad. Runt Carndonagh är det ganska glesbefolkat, med 23 invånare per kvadratkilometer. Närmaste större samhälle är Buncrana, 17,4 km sydväst om Carndonagh. Trakten runt Carndonagh består i huvudsak av gräsmarker.